# Муньос, Виктор
Ви́ктор Муньо́с Манри́ке (исп. Víctor Muñoz Manrique; 15 марта 1957, Сарагоса) — испанский футболист, выступал на позиции полузащитника. Известен по выступлениям за «Сарагосу» и «Барселону». Имеет на своём счету 60 матчей в составе национальной сборной. После завершения карьеры работает тренером.

## Карьера

### Клубная
Муньос — воспитанник «Сарагосы», там же начинал профессиональную карьеру. Провёл за клуб 126 матчей.
Сезон 1981/82 Муньос начал в составе гранда испанского футбола «Барселоны». Испанец на протяжении 7 сезонов был игроком основы «сине-гранатовых», выиграв с ними за это время чемпионат, Кубка обладателей кубков, и, дважды, Кубок Испании.
В 1988 году Муньос перешёл в итальянскую «Сампдорию», где выиграл ещё 2 трофея — второй в карьере Кубок обладателей кубков и Кубок Италии. Затем Виктор вернулся в «Сарагосу», но сыграл только в 4 матчах. В 1991 году он отправился доигрывать в шотландский клуб «Сент-Миррен», после непродолжительного выступления за который испанец завершил карьеру.

### В сборной
Муньос играл за олимпийскую сборную Испании на Олимпиаде в Москве. Во взрослой сборной дебютировал 25 марта 1981 года в матче с командой Англии (2:1).
На счету Муньоса 60 матчей и 3 забитых мяча в составе сборной. Вместе с ней Виктор участвовал в 2-х чемпионатах Европы (1984, 1988) и чемпионате мира 1986 года.

### Тренерская
Муньос тренировал известные клубы Испании, включая «Вильярреал» и родную для себя «Сарагосу», с которой Виктор выиграл Кубок Испании. Работал и за границей, в Греции, с одним из топовых клубов — «Панатинаикосом».
В конце декабря 2010 года руководством российского клуба «Терек» из Грозного было объявлено, что Муньос назначен главным тренером команды. Однако уже в середине января 2011 года стороны заявили, что им не удалось прийти к соглашению, и контракт подписан не будет, таким образом, несмотря на пребывание в команде во время переговоров, официально Муньос никогда не занимал в «Тереке» ни должности главного тренера, ни какой-либо иной.
Позже Муньос работал с двумя швейцарскими клубами, оба раза непродолжительно. В сентябре 2011 он сменил соотечественника Хоакина Капарроса на посту тренера «Ксамакса» (став третьим тренером команды по ходу сезона), а с декабря 2012 по февраль 2013 работал в «Сьоне».
В 2014 году Муньос вернулся в Испанию и некоторое время работал с «Сарагосой», в которой он долгое время выступал как игрок. 24 ноября после 4-х поражений подряд Муньос был уволен.

## Статистика выступлений
| Выступление      | Выступление      | Выступление      | Лига | Лига | Кубок страны | Кубок страны | Еврокубки | Еврокубки | Другие | Другие | Итого | Итого |
| Клуб             | Лига             | Сезон            | Игры | Голы | Игры         | Голы         | Игры      | Голы      | Игры   | Голы   | Игры  | Голы  |
| ---------------- | ---------------- | ---------------- | ---- | ---- | ------------ | ------------ | --------- | --------- | ------ | ------ | ----- | ----- |
| Сарагоса         | Ла Лига          | 1976/77          | 17   | 1    | 0            | 0            | —         | —         | —      | —      | 17    | 1     |
| Сарагоса         | Сегунда          | 1977/78          | 23   | 1    | 4            | 0            | —         | —         | —      | —      | 27    | 1     |
| Сарагоса         | Ла Лига          | 1978/79          | 30   | 5    | 8            | 0            | —         | —         | —      | —      | 38    | 5     |
| Сарагоса         | Ла Лига          | 1978/80          | 28   | 3    | 3            | 0            | —         | —         | —      | —      | 31    | 3     |
| Сарагоса         | Ла Лига          | 1980/81          | 29   | 2    | 2            | 0            | —         | —         | —      | —      | 31    | 2     |
| Сарагоса         | Итого            | Итого            | 127  | 12   | 17           | 0            | 0         | 0         | 0      | 0      | 144   | 12    |
| Барселона        | Ла Лига          | 1981/82          | 30   | 2    | 2            | 0            | 4         | 0         | —      | —      | 36    | 2     |
| Барселона        | Ла Лига          | 1982/83          | 32   | 4    | 5            | 2            | 4         | 1         | 8      | 1      | 49    | 8     |
| Барселона        | Ла Лига          | 1983/84          | 32   | 2    | 7            | 2            | 6         | 0         | 2      | 0      | 47    | 4     |
| Барселона        | Ла Лига          | 1984/85          | 27   | 2    | 7            | 0            | 2         | 0         | 3      | 0      | 39    | 2     |
| Барселона        | Ла Лига          | 1985/86          | 27   | 0    | 6            | 0            | 9         | 0         | 2      | 0      | 44    | 0     |
| Барселона        | Ла Лига          | 1986/87          | 41   | 4    | 2            | 0            | 7         | 0         | —      | —      | 50    | 4     |
| Барселона        | Ла Лига          | 1987/88          | 35   | 0    | 9            | 4            | 7         | 1         | —      | —      | 51    | 5     |
| Барселона        | Итого            | Итого            | 224  | 14   | 38           | 8            | 39        | 2         | 15     | 1      | 316   | 25    |
| Всего за карьеру | Всего за карьеру | Всего за карьеру | 351  | 26   | 55           | 8            | 39        | 2         | 15     | 1      | 460   | 37    |

## Достижения

### Игрока
«Барселона»
- Чемпион Испании: 1984/85
- Обладатель Кубка Испании: 1982/83, 1987/88
- Обладатель Суперкубка Испании: 1983
- Обладатель Кубка испанской лиги: 1982/83, 1985/86
- Обладатель Кубка обладателей кубков УЕФА: 1981/82

«Сампдория»
- Обладатель Кубка Италии: 1988/89
- Обладатель Кубка обладателей кубков УЕФА: 1989/90

### Тренерские
«Реал Сарагоса»
- Обладатель Кубка Испании: 2003/04
- Обладатель Суперкубка Испании: 2004